# ماري بيترز
ماري بيترز (بالإنجليزية: Mary Peters (politician)) (و. 1948 – م) هي سياسية من الولايات المتحدة الأمريكية ولدت في بيوريا.
وهي عضوة في الحزب الجمهوري .

## التعليم
تعلمت في جامعة فينيكس.